# Lucimar Moura
Lucimar Aparecida de Moura (Timóteo, 22 de março de 1974) é uma atleta brasileira. Especializada em provas de velocidade como os 100m, 200m e 4x100m, nas quais compete desde 1992, Lucimar foi recordista sul-americana de todas estas provas. 
Disputou a primeira prova de atletismo aos 14 anos, estimulada por uma professora na Escola Municipal de Timóteo, e aos 16 acabou contratada pela Usipa, de Ipatinga. Foi campeã mineira, vice-campeã mundial universitária, brasileira Sub-16 e Adulto.
Em 1999 e 2000, estava tendo as melhores marcas da carreira, vencendo a prata nos 200 metros rasos nos Jogos Pan-Americanos de 1999 em Winnipeg, e estando entre as 12 melhores mulheres do ranking mundial dos 100 metros rasos. Mas Lucimar acabaria não indo para os Jogos Olímpicos Sydney 2000 por uma lesão. Estreou na Olimpíada ao 30 anos em Atenas 2004, competindo nos 200m, sendo eliminada na qualificatória, e o revezamento 4x100m, que por pouco não se classificou para a final. Retornando em Pequim 2008 nos 100m, foi eliminada na 2ª qualificatória dos 100m, e participou do revezamento 4x100m livres, onde, juntamente com Rosemar Coelho Neto, Thaissa Presti e Rosângela Santos, obteve um honroso 4º lugar, com o tempo de 43s14, ficando a apenas 0,10 segundos do bronze olímpico, que foi obtido pela Nigéria. Em 2016, o Comitê Olímpico Internacional retirou o ouro do revezamento da Rússia por causa de Doping. Com isso, o time brasileiro passou a ser o vencedor da medalha de bronze. As medalhas foram entregues à equipe no Prêmio Brasil Olímpico de 2017.
Participa também do Campeonato Mundial de Atletismo de 2009 em Berlim, na Alemanha.
Resolveu se aposentar em 2013, aos 36 anos, por uma gravidez, decidindo também voltar para sua cidade natal.

## Melhores marcas
| Prova  | Marca | Local            | Data                |
| ------ | ----- | ---------------- | ------------------- |
| 100m   | 11s17 | Bogotá, Colômbia | 25 de junho de 1999 |
| 200m   | 22s60 | Bogotá, Colômbia | 26 de junho de 1999 |
| 4x100m | 42s97 | Bogotá, Colômbia | 10 de julho de 2004 |